# Таскен, Паскаль Жозеф

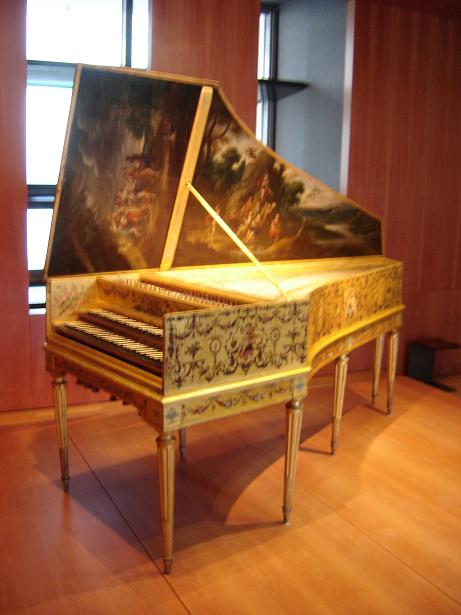
Клавесин работы Таскена

Паска́ль Жозе́ф Таске́н (фр. Pascal-Joseph Taskin; 1723, Тё, Бельгия — 1793, Версаль) — французский музыкальный мастер, специалист по клавишным инструментам.
С 1766 года был официальным музыкальным мастером Людовика XV (затем и Людовика XVI), с 1774 года также заведовал королевской коллекцией музыкальных инструментов.
Вместо перьев в конце механизма щипка у клавесинов и спинетов Таскен стал прикреплять кожу буйвола, придававшую звуку мягкость. Это изобретение было первым шагом к созданию фортепиано.